# GG Большого Пса
GG Большого Пса (лат. GG Canis Majoris), HD 55958 — одиночная звезда в созвездии Большого Пса на расстоянии приблизительно 1559 световых лет (около 478 парсеков) от Солнца. Видимая звёздная величина звезды — +6,52m.

## Характеристики
GG Большого Пса — бело-голубой гигант или субгигант спектрального класса B2IV или B2III/IV. Ранее считалась переменной звездой, но дальнейшие наблюдения переменности не подтвердили.